# المحكمة الإدارية الاتحادية (ألمانيا)

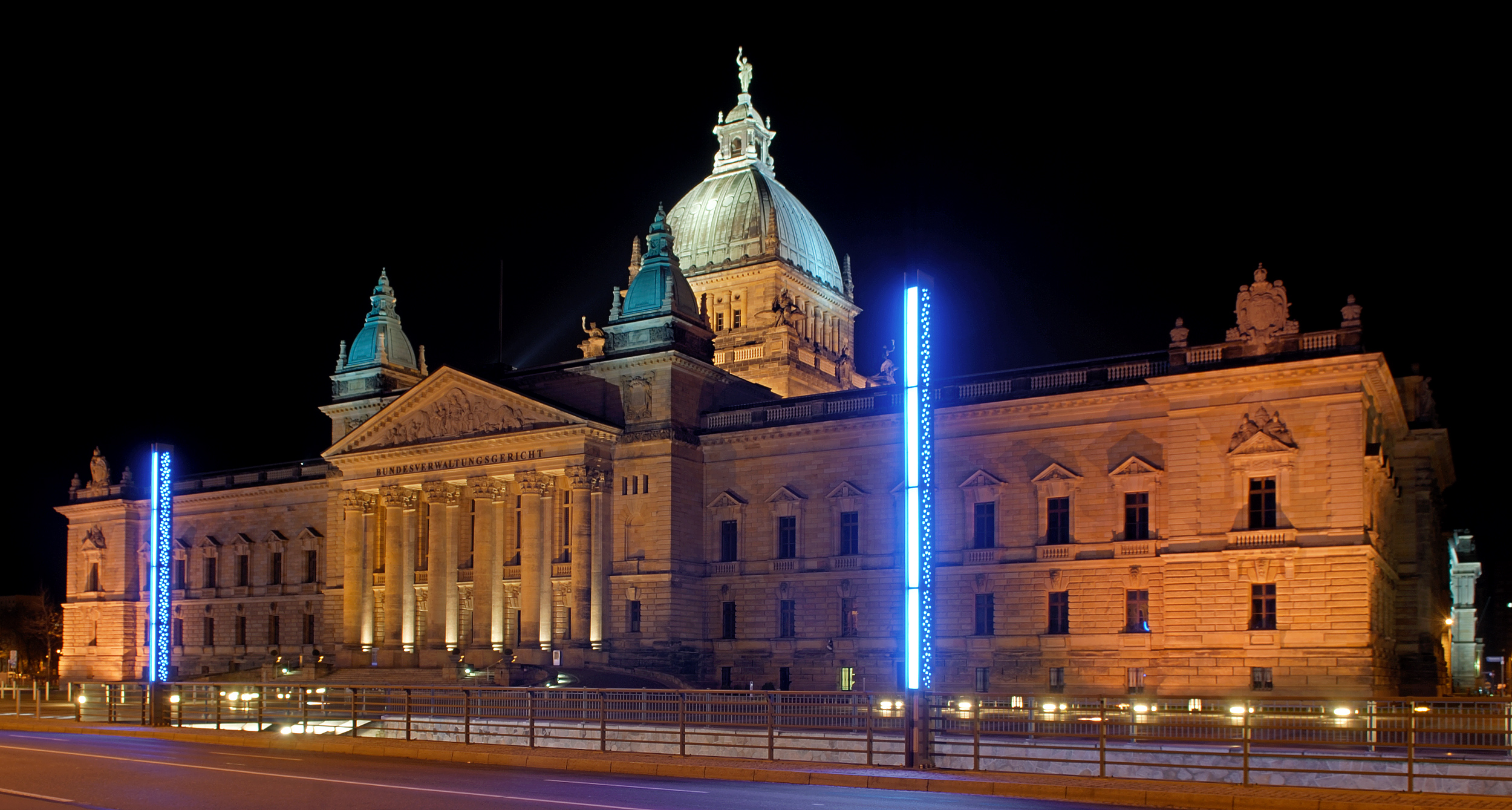
مقر المحكمة الإدارية الاتحادية لألمانيا: مبنى محكمة الرايخ السابق في لايبزيغ (بني عام 1895)

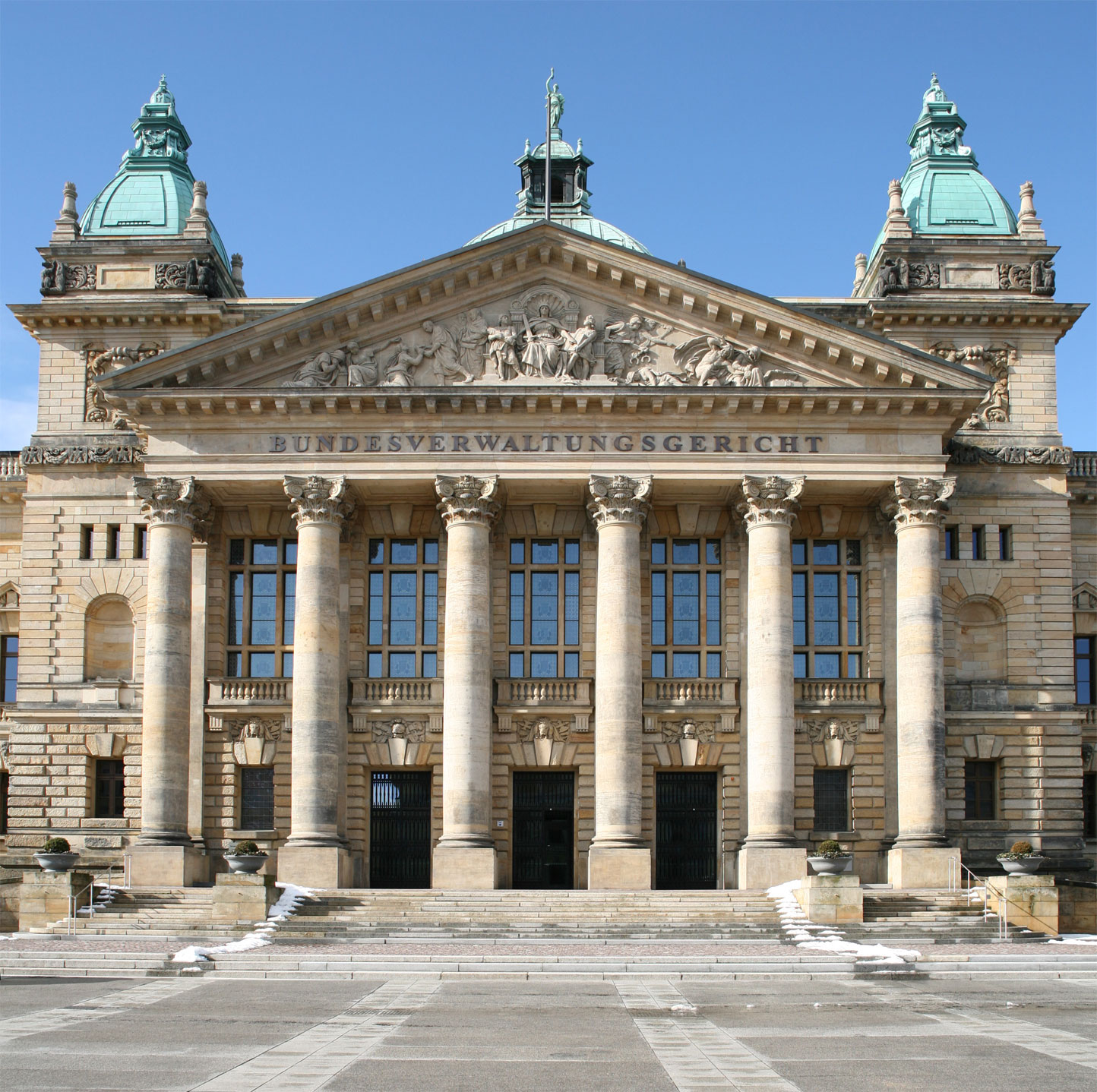
بوابة مبنى المحكمة

المحكمة الإدارية الاتحادية (بالألمانية: Bundesverwaltungsgericht) هي واحدة من المحاكم الاتحادية العليا الخمس في ألمانيا. وهي محكمة الملاذ الأخير لجميع قضايا القانون الإداري بشكل عام، ولا سيما النزاعات بين المواطنين والدولة. وهي تستمع إلى الاستئنافات من Oberverwaltungsgerichte، أو المحاكم الإدارية العليا، والتي بدورها، هي محاكم الاستئناف لقرارات Verwaltungsgerichte ( المحاكم الإدارية ).
ومع ذلك، فإن القضايا المتعلقة بقانون الضمان الاجتماعي تنتمي إلى اختصاص Sozialgerichte (المحاكم الاجتماعية) مع المحكمة الاجتماعية الاتحادية كمحكمة استئناف فيدرالية، والقضايا من قانون الضرائب والجمارك تبت فيها Finanzgerichte (المحاكم المالية)، وفي النهاية، من قبل المحكمة المالية الاتحادية.

## القضاة السابقون
- إيفرهاردت فرانسين، 1991-2002

## روابط خارجية
- الصفحة الرئيسية الرسمية